# Trinidad Ramos
Trinidad Ramos (Madrid, ca. 1835 - Carabanchel Bajo, 3 de gener de 1863) va ser una cantant i actriu madrilenya d'òpera i sarsuela.
Nascuda a Madrid vers 1835, era filla de Felipe Ramos, comptador del teatre Reial de Madrid. Sembla que Ramos estava destinada al teatre, però no com a cantant, sinó com a ballarina, en un moment en què estaven de moda grans ballarins a nivell nacional i internacional. Va sortir a escena per primera vegada el 1846 al teatre del Instituto, i ballà un bolero acompanyada d'un nen de la seva edad anomenat Alonso.
Després poc se sap d'ella en aquesta disciplina, durant la dècada de 1850, va ingressar al Conservatori de Madrid durant la seva infància, on va aprendre declamació de García-Luna i música de Tomás Genovés. El seu debut va ser el 28 d'octubre de 1854 amb Nabucco al teatre Reial, potser per influència del seu pare, al costat de La Spezzia i el tenor Malvezzi. També va actuar en el paper de Gilda a l'òpera Rigoletto, però veient que li calia millorar, va marxar a Itàlia a millorar la seva formació artística. Allà s'educà amb Francesco Lamperti diversos mesos i va actuar a teatres de Verona, Milà, Alessandria i Gènova. Després va viatjar per altres països i va aconseguir contractes avantatjosos, actuant a teatres de Londres, L'Havana, Nova York, entre d'altres.
Retornada a Espanya, va ser contractada per l'empresa del teatre Reial i després el de la Zarzuela, cantant òperes italianes d'èxit. Ramos va tenir una molt bona acollida entre el pública, raó per la qual l'empresa també la contractà per cantar en sarsueles, on va demostrar els seus dots com a cantant i actriu alhora. Es diu que, malgrat la seva delicada constitució, actuava amb mestria. Actuà en obres com Una vieja, de Joaquín Gaztambide, La hija del regimiento i Marta. Després va passar al teatre del Circo, on va formar companyia amb Antonio García Gutiérrez i Emilio Arrieta, i va esdevenir-ne primera soprano. Va ser molt aplaudida amb les sarsueles Dos coronas, La hija de la providencia i Llamada y tropa d'Arrieta.
Malalta de tuberculosi els darrers anys de la seva vida, els metges van recomanar-li marxar als afores de Madrid i Ramos va llogar una casa a Carabanchel Bajo, però l'actriu no va millorar i finalment va morir en aquesta localitat el 3 de gener de 1863, quan tenia 28 anys.